# Peccato originale

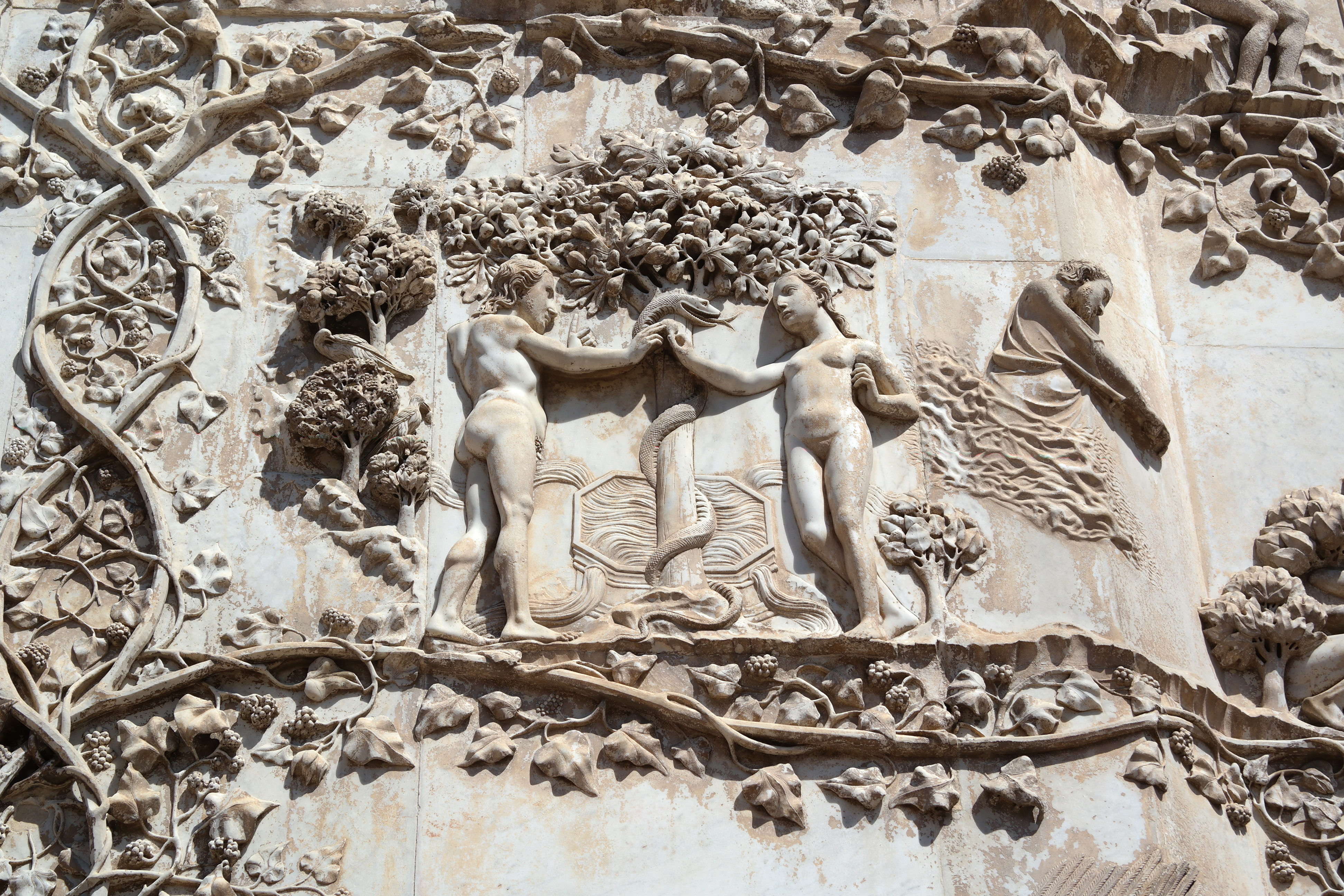
Adamo ed Eva commettono il peccato originale (dettaglio della facciata del duomo di Orvieto).

Secondo quasi tutte le confessioni del cristianesimo, il peccato originale è il peccato che Adamo ed Eva, i progenitori dell'umanità secondo la tradizione biblica, avrebbero commesso contro Dio, così come descritto nel libro della Genesi. Conseguenza di questo peccato sarebbe stata la caduta dell'uomo: il peccato originale viene dunque descritto come ciò che ha diviso l'uomo da Dio e che avrebbe reso l'uomo mortale.

## Il racconto nella Genesi

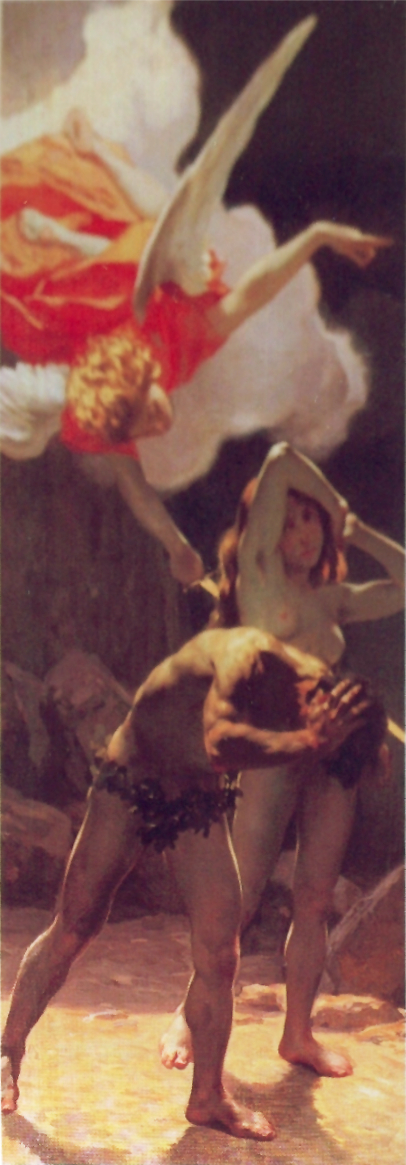
Cacciata dal Paradiso terrestre (duomo di Porto Maurizio).

L'espressione "peccato originale" non è presente nel testo biblico, né nella Bibbia ebraica (Antico Testamento) né in quella cristiana (Antico e Nuovo Testamento).
Il testo che descrive il peccato dell'uomo, definito nel Catechismo cattolico "originale", è il capitolo 3 del libro della Genesi. L'ipotesi documentale considera questo testo come appartenente alla cosiddetta "tradizione jahvista", alcuni nuclei della quale si ritiene risalgano all'XI-X secolo a.C.
Il capitolo è diviso in tre sequenze:
- a. versetti 3,1-7[1]: il peccato,
- b. versetti 3,8-13[2]: il processo,
- c. versetti 3,14-19[3]: la condanna.

I restanti versetti 3,20-24 contengono una sorta di "disposizioni aggiuntive".

### A. Il peccato
Dio, dopo aver creato Adamo ed Eva (il primo nome ebraico è collegato con la parola che significa "terra", poiché il corpo dell'uomo sarebbe stato modellato con la creta; il nome di Eva - חװה, chavvàh - ha la stessa radice del verbo "vivere" - לחוות, lachavot -, e difatti nel testo essa sarà definita in seguito "la madre di ogni vivente", - אם כל חי, em kol chay), li mette a vivere nel giardino dell'Eden, comandando loro di nutrirsi liberamente dei frutti di tutti gli alberi presenti, tranne che dei frutti del cosiddetto albero della conoscenza del bene e del male.
Ma Eva, tentata dal serpente, disobbedisce, mangiando il frutto dell'albero proibito. Il fatto che sia il serpente ad avviare tutta la catena dei disastri è forse indice di una polemica "anti-ofiolatrica" presente nel testo biblico, polemica diretta in particolare contro i miti cananaici e di altri popoli della Mezzaluna Fertile: il serpente, infatti, nella religiosità dei Cananei rappresentava il dio supremo, Baal, signore della fertilità.
Nel testo biblico si precisa che il serpente è "intelligente, astuto" (ערום, ‘arum), ma la sua intelligenza è messa a servizio di un fine cattivo: il suo è un vero e proprio disegno malefico, che si oppone subito al desiderio divino. Nel dialogo con la donna il serpente arriva per gradi al suo obiettivo: rivela il suo disegno di opposizione a Dio già nella domanda che rivolge alla donna, con il gioco di parole per il quale la proibizione di mangiare i frutti di "un albero" viene estesa a "ogni albero". Il serpente porta così la donna a dubitare che il divieto di Dio possa essere stato legittimo. La donna si lascia trascinare dal gioco del serpente e cade nella trappola della esagerazione: afferma, falsamente, che Dio ha proibito persino di toccare l'albero in questione.
Il serpente prospetta come conseguenza del mangiare i frutti dell'albero l'"apertura degli occhi" e il diventare "come Dio" (o "come divinità"), conoscitori del bene e del male.
Allettati da questa tentazione, i due mangiano questo frutto (la donna lo offre all'uomo: l'immagine della donna tentatrice è tipica di molte letterature sapienziali, soprattutto nel mondo antico). Subito si rendono conto di essere nudi: la loro nudità esprime l'indegnità, l'insuccesso.

### B. Il processo
Al peccato fa seguito una specie di istruttoria condotta da Dio, che ripercorrendo i gradini opposti a quelli del peccato: prima l'uomo, poi la donna, poi il serpente, mostra il grado di responsabilità da lui considerato come prioritario. L'uomo (da Dio creato per primo, al quale venne affidata la "gestione" del giardino, e che fu depositario dei primi comandi di Dio) sperimenta la paura e la vergogna, ma cerca di scaricare la sua responsabilità sulla donna, e la donna, a sua volta, sul serpente.

### C. La condanna
Dio condanna prima di tutto il serpente. La punizione tocca poi la donna nella sua duplice qualità di madre e di moglie. Anche l'uomo è condannato, anzitutto nel suo rapporto con la terra, alla quale è legato come a una moglie, e dalla quale attende i frutti: ora la terra diventa una nemica. Comunque né l'uomo né la donna vengono "maledetti" da Dio, che riserva parole di maledizione soltanto al serpente e alla terra (o al cosmo).
La più aspra conseguenza del peccato, oltre la fatica, il dolore e la difficoltà, è la morte: il peccato produce una rottura del rapporto con Dio, e la morte fisica sancisce definitivamente questa rottura.
E nonostante tutto, Dio dà agli uomini un vestito: è già un gesto salvifico di Dio, che soccorre l'uomo ridandogli dignità. Anzi la dimostrazione (per l'Ebraismo) del perdono.

### Considerazioni ermeneutiche
Secondo la visione teologica razionalista e liberale il problema, che emerge in sede di interpretazione è se, nelle intenzioni degli autori del testo e nell'ambiente vitale in cui il testo stesso sarebbe stato scritto, si pensava davvero a un peccato "originale", un peccato - cioè - che fosse all'origine di una definitiva corruzione del genere umano o addirittura di tutto il cosmo. La riflessione condotta in questo capitolo della Genesi prende in considerazione il male già presente nell'umanità, e ne cerca la causa. La risposta che viene data è che la causa di questo male è il peccato dell'uomo. Alcuni teologi, come Karl Rahner, usano l'espressione peccato originale originante per distinguerlo dal peccato originale che ogni uomo porterebbe in sé – peccato originale originato.
Viene così proiettata sull'intera umanità la visione particolare che il popolo di Israele aveva della propria storia: alleanza offerta gratuitamente da Dio, rottura dell'alleanza da parte degli uomini, punizione e riconciliazione. Più che a un peccato originale, il testo biblico sembra far riferimento, attraverso il racconto simbolico, a quel peccato che "originava" le forme storiche e sociali di peccabilità del popolo d'Israele, cioè l'idolatria. Il serpente, infatti, nel brano biblico non sarebbe il diavolo - interpretazione ritenuta molto tarda - ma potrebbe rappresentare il culto cananeo della fertilità, verso cui il popolo d'Israele fu costantemente attratto.
L'apostolo Paolo, nei suoi scritti e in particolare nel capitolo 5 della Lettera ai Romani, ha presente il racconto della Genesi e ne sottolinea l'aspetto della solidarietà (nel male) che tutti gli esseri umani sperimentano. Questa categoria della solidarietà permette a Paolo di formulare il suo annuncio evangelico: Gesù Cristo (l'"agnus Dei qui tollit peccata mundi") è il centro della storia, il male originato da Adamo è vinto da Cristo, secondo Adamo, e per chi è solidale con Cristo il male può essere vinto.

## Ebraismo
I teologi ebrei sono in disaccordo riguardo alla causa del peccato di Adamo, quello che poi, in ambito cristiano, fu chiamato "peccato originale". Senza dubbio fu un peccato dei Progenitori, che cedettero alla tentazione di mangiare il "frutto proibito", con le conseguenze del caso. Dai loro discendenti, tuttavia, non è stata ereditata la colpa, ma soltanto le conseguenze, esattamente quelle elencate nella Genesi. La maggioranza delle opinioni rabbiniche, ad ogni modo, non ritiene Adamo responsabile dei peccati dell'umanità.
Gli esegeti ebrei spiegano che, in Genesi 8,21 e 6,5-8, Dio riconobbe che Adamo non peccò intenzionalmente e che lo perdonò. Adamo però viene riconosciuto da alcune correnti come colui che portò la morte nel mondo con la sua disobbedienza: è a causa del suo peccato, che tutti i discendenti vivono una vita mortale che termina nella morte dei loro corpi.
La dottrina di un "peccato ereditario" non si riscontra, quindi, nella maggior parte dell'ebraismo mainstream. Sebbene alcuni ebrei ortodossi diano la colpa ad Adamo per la complessiva corruzione del mondo, e ci siano alcuni insegnanti ebrei dei tempi talmudici che ritenevano la morte come una punizione per l'umanità a causa del peccato di Adamo, questa non è la visione dominante della maggior parte dell'ebraismo d'oggi. L'ebraismo moderno generalmente afferma che gli esseri umani nascono senza peccato e incontaminati e scelgono loro di peccare in seguito, procurandosi problemi e sofferenze.

## Cristianesimo
Nella Bibbia ebraica è menzionato un "peccato di Adamo" e non originale o con la terminologia propria della teologia posteriore. Le Chiese cristiane, anche quando riconoscano l'allegoricità del racconto della Genesi, vi attribuiscono una verità spirituale, almeno per quanto attiene alla sfera della fede e del destino umano ultraterreno.
Come questione teologica, il peccato originale riguarda tre aspetti sostanziali: l'universalità, l'originalità e l'ereditarietà della colpa. Relativamente all'ereditarietà del peccato originale e dei relativi effetti sulla stirpe umana, esistono differenti opinioni fra le diverse religioni abramitiche, ma anche fra confessioni e correnti di pensiero all'interno di una stessa confessione religiosa, esiste una tensione tra responsabilità personale e solidarietà nel peccato.
I Vangeli non ne parlano espressamente. Anche se nel quarto vangelo si ribadisce che qualsiasi uomo è peccatore ed è per questo che ha bisogno di una giustificazione che lo renda "accettato" dinanzi a Dio, non viene evidenziata nessuna particolare relazione con Adamo o chiunque altro (Gv 3,16).
Nelle lettere di Paolo, e in particolare nella Lettera ai Romani, viene dato rilievo principalmente alla responsabilità di ciascuno per le proprie azioni (cfr. Rm 2,6-11 e 3). In particolare in (3,19-26) è precisato che ogni essere umano in quanto tale è peccatore, e perciò "privo della gloria di Dio": solo con la fede nel sacrificio di Gesù sulla croce può essere salvato. Sempre nella lettera ai Romani, tuttavia, emerge anche l'idea di un'umanità profondamente lacerata sin dalle origini, e quindi di una sorta di corruzione posta sotto l'insegna del comune progenitore, Adamo (Rm 5,19).

### L'interpretazione di Agostino d'Ippona
Agostino d'Ippona ritenne che l'uomo fosse stato creato simile a Dio, ma non in tutto, perché Dio conosce il male, ma, in quanto amore infinito, non lo commette, mentre l'uomo conosce il male e può compierlo; l'essere umano è stato creato con il libero arbitrio di conoscere e fare sia il male sia il bene.
Inoltre, insegnare a fare il male è una colpa tanto quanto compierlo direttamente: perciò Dio non può avere insegnato il male, pur avendo lasciato la possibilità e la responsabilità all'uomo di conoscerlo.
Va evidenziato che l'insegnamento di Agostino, sebbene in continuità con la dottrina insegnata da Paolo e dai vangeli, e con la tradizione veterotestamentaria (si pensi ad alcune espressioni del salmo 51 che insistono su un uomo "nato malvagio", "concepito peccatore dalla propria madre"), risente nel suo vigore argomentativo dell'accesa polemica contro Pelagio. Quest'ultimo sosteneva che la salvezza è per l'uomo raggiungibile senza necessariamente la grazia divina: l'uomo può salvarsi anche solo con le sue forze, perché naturalmente portato al bene. Ciò era inconcepibile per Agostino: l'uomo non può salvarsi con le sue sole forze, perché si trova in una condizione corrotta, e causa di questa condizione è proprio il peccato originale, ereditato attraverso l'atto sessuale che è all'origine di ogni vita umana. Osserva, in merito, lo storico del Cristianesimo Remo Cacitti: "Agostino arriva a teorizzare la trasmissione della colpa attraverso le generazioni proprio considerando l'atto generativo, cioè l'amplesso. Nel suo "Le nozze e la concupiscenza" scrive: «I bambini sono tenuti come rei dal diavolo, non in quanto nati dal bene, che costituisce la bontà del matrimonio, bensì perché nati dal male della concupiscenza, di cui indubbiamente il matrimonio fa buon uso, ma di cui anche il matrimonio deve arrossire». È «l'ardore della passione» che accompagna l'amplesso a macchiare sin dall'origine ogni essere umano: «chiunque nasce da questa concupiscenza della carne... è in debito del peccato originale»".
Per sostenere questa tesi Agostino assume anche posizioni tipiche del traducianesimo (sebbene si tratti di un traducianesimo spirituale, differente dal traducianesimo fisico di Tertulliano, poi condannato).

### Chiesa Cattolica
Secondo l'ortodossia cattolica tutti gli uomini, quali discendenti di Adamo ed Eva, ereditano automaticamente le conseguenze del peccato originale, ovvero la sofferenza, la morte e la privazione della Grazia Divina. All'universalità del peccato e della morte San Paolo contrappone l'universalità della salvezza in Cristo: « Come dunque per la colpa di uno solo si è riversata su tutti gli uomini la condanna, così anche per l'opera di giustizia di uno solo si riversa su tutti gli uomini la giustificazione che dà vita » (Rm 5,18).
Il peccato originale, sebbene proprio a ciascuno, in nessun discendente di Adamo ha un carattere di colpa personale. Consiste nella privazione della santità e della giustizia originali, ma la natura umana non è interamente corrotta: è ferita nelle sue proprie forze naturali, sottoposta all'ignoranza, alla sofferenza e al potere della morte, e inclinata al peccato (questa inclinazione al male è chiamata « concupiscenza »). Il Battesimo, donando la vita della grazia di Cristo, cancella il peccato originale e volge di nuovo l'uomo verso Dio; le conseguenze di tale peccato sulla natura indebolita e incline al male rimangono nell'uomo e lo provocano al combattimento spirituale.
Inutile evidenziare che la redenzione di Cristo ha eliminato il peccato originale, ma non le sue conseguenze sull'Umanità (ben note ed elencate in Genesi 3,16-19), che a tale peccato sono quindi imputate.
La dottrina cattolica afferma che, sempre per effetto del peccato originale, l'uomo eredita inoltre l'inclinazione verso il male, che è chiamata concupiscenza. Questa inclinazione, che accompagna l'uomo nel corso dell'intera sua vita non costituisce in sé peccato, ma una debolezza di base dell'essere umano che è la causa dell'agire malvagio degli uomini nella storia dell'umanità. La trasmissione di questa inclinazione costituirebbe un mistero non ben compreso. Un'interpretazione può essere che i Progenitori abbiano sì ricevuto la santità e la giustizia originali non soltanto per sé ma per tutta la natura umana, ma il peccato commesso abbia alterato la stessa natura umana. Unico rimedio a questo stato "decaduto" consiste nella grazia della redenzione, ottenuta però col battesimo, degli infanti o degli adulti, e i successivi sacramenti, quali canali della grazia per la salvezza personale.
La "storia della salvezza" si svilupperebbe poi dagli antichi patriarchi fino alla redenzione del Messia biblico.
La dottrina cattolica sul peccato originale e sulla redenzione è ben sintetizzata nel catechismo della chiesa cattolica, Compendio del 2005 (quesiti: 7, 75 e 76).
In merito alla storicità dei personaggi coinvolti, nel 1950 papa Pio XII, nell’enciclica Humani Generis, precisava: "I fedeli non possono abbracciare quell’opinione i cui assertori insegnano che dopo Adamo sono esistiti qui sulla terra veri uomini che non hanno avuto origine, per generazione naturale, dal medesimo come da progenitore di tutti gli uomini, oppure che Adamo rappresenta l’insieme di molti progenitori".

Adamo ed Eva sono infatti venerati come santi dalla Chiesa Cattolica.
Solo alla luce di tale dottrina è comprensibile il dogma della eccezionale Immacolata Concezione di Maria (proclamato nel 1854 da papa Pio IX, sulla scia del concilio Vaticano I), secondo il quale Maria, in quanto madre del Cristo redentore, fu concepita senza peccato originale, così come il successivo dogma sulla sua Assunzione ai cieli (1950 da papa Pio XII).

#### Necessità del Redentore
Secondo la Chiesa cattolico-romana, il peccato originale di Adamo ha reso necessario la morte di Cristo in croce. Il sangue di Cristo versato nella Passione e sulla croce è l'elemento fondamentale del sacrificio espiatorio per il peccato originale e per i peccati individuali di ogni essere umano, peccati che Cristo ha assunto sulla sua natura umana, che era senza difetto e senza macchia di peccato. Cristo, vittima innocente per i peccati dell'uomo, ha riaperto le porte del Paradiso al genere umano, come pure a coloro che lo avevano atteso nella discesa agli Inferi.
Anselmo d'Aosta, nel Cur Deus homo afferma che per restituire all'uomo la vita eterna, di durata infinita, era necessario acquisire infiniti meriti di salvezza, opera possibile solo con la morte del Dio infinito. Secondo la tradizione cattolica, inoltre, i meriti del sangue di Cristo costituiscono il "tesoro" che la Chiesa può dispensare ai suoi fedeli.

#### Controversie e interpretazioni contemporanee
Da un punto di vista prettamente filosofico (o anche giuridico) andrebbe posta una riflessione sul tema del peccato, prendendo a prestito il §1857 dal Catechismo della Chiesa Cattolica dove si afferma:
La domanda che ci si può porre è se Adamo ed Eva prima dell’assunzione del frutto proibito conoscessero ciò che significava bene e male. La risposta è che probabilmente non avevano piena consapevolezza di ciò che volesse dire peccato e lo avrebbero compreso solo dopo essersi cibati del frutto. E allora perché punire chi non era compos sui?
In realtà si è trattato di una consapevole e deliberata disobbedienza ad un chiaro e preciso divieto del Creatore. 
Lo storico del Cristianesimo Remo Cacitti in merito osserva: "Che la colpa di un remoto e mitico progenitore ricada su tutti i discendenti attraverso i secoli può risultare credibile solo in base a un'obbedienza dogmatica. La Chiesa, però, continua a ritenerla centrale nella sua dottrina, come ribadisce anche l'ultimo catechismo, che definisce il peccato originale «un fatto accaduto all'inizio della storia dell'umanità». Un «fatto», dunque, nonostante le ricerche abbiano restituito a quel racconto il suo carattere mitico".
Nel tentativo di dare una risposta alla teoria dell'evoluzione e alle affermazioni degli scienziati secondo cui l'origine dell'umanità è poligenica e non monogenica, per cui non deriverebbe da un'unica coppia di progenitori, vari teologi cattolici hanno affrontato l'argomento in modo diverso. Herbert Haag ritiene che il dogma del peccato originale sia privo di fondamento, poiché il passo di Genesi 2:25 indicherebbe che Adamo ed Eva furono creati fin dall'inizio privi della grazia divina, una grazia originaria che, quindi, non avrebbero mai avuto e ancor meno avrebbero perso a causa dei successivi eventi narrati. Piet Schoonenberg identifica invece il peccato originale con il peccato del mondo, cioè l'insieme dei peccati commessi da tutta l'umanità, che condiziona i singoli individui. Nel dibattito teologico, posizioni come la prima vengono considerate inaccettabili, mentre quelle come la seconda sono considerate insufficienti.
I teologi moderni rilevano comunque che la Bibbia usa nella Genesi uno schema cosmologico e antropologico fissista e monogenista, ma ciò non vuole dire che l'oggetto dell'insegnamento biblico sia questo. Il significato morale del racconto è che l'uomo vuole prescindere dal progetto che Dio gli ha proposto e attuare un suo progetto alternativo, ma così facendo ottiene risultati negativi, alienandosi in un lavoro insoddisfacente, considerando la donna uno strumento di piacere e allontanandosi dalla condizione di dialogo con Dio.

### Chiese luterane e riformate
Anche per il cristianesimo riformato (sia della riforma protestante sia successivo) il peccato originale è pure caratterizzato dal concetto di ereditarietà della colpa originale (benché in contrasto con quanto si evincerebbe dal Genesi), come illustrato nella predicazione ai gentili da Paolo e come poi ripreso da Agostino nella sua aspra polemica contro Pelagio.
Tale dottrina del peccato originale venne pure ripresa da Martin Lutero, principale fautore della Riforma in polemica con la Chiesa romana, sempre in funzione antipelagiana. Anzi Lutero sviluppa la concezione agostiniana del peccato originale e dell'impossibilità dell'uomo di compiere il bene: il peccato originale avrebbe a tal punto corrotto l'anima umana da privarla della possibilità di volgersi da sola verso il bene, quindi di compiere opere buone. L'uomo, schiavo della concupiscenza, sarebbe stato quindi privato del libero arbitrio, posseduto prima del peccato originale e che gli avrebbe permesso di scegliere fra bene e male. Solo con la grazia, quindi solo con la redenzione messianica, avrebbe potuto riacquistarlo, superando il servo arbitrio ereditato dalla colpa originale. Per il quale appunto venne data la Legge da Dio al popolo da lui eletto.
Non automaticamente per tutti (come la colpa originale) però: ma mediante la libera fede personale, da Lutero già valorizzata nella sua precedente critica sacramentale (efficacia). La quale però è dono di Dio precisa Calvino: un dono dato a pochi non a tutti. Per cui è Dio che in base alla sua prescienza, prima della nostra nascita, decide chi dannare o salvare: ecco la (doppia) predestinazione. La salvezza è dovuta solo a Dio, che ci ha giustificato con la redenzione del Cristo, ma solo mediante la fede personale come rilevato da Lutero. Quindi (insistono i riformatori) non tutti sono giustificati o salvati, ma solo chi ha fede. A prescindere dalle loro azioni: le opere che un individuo compie durante la sua esistenza hanno valore buono/cattivo se credente o meno  e comunque non hanno alcuna influenza sul suo destino, sulla personale salvezza. Le opere buone per Lutero sono semmai il prodotto della fede, e sono utili tuttalpiù per la personale santificazione.
Nel calvinismo è proprio la riflessione sulla predestinazione dell'essere umano ad essere sviluppata: per Calvino tutti gli uomini sarebbero meritevoli di dannazione, ma Dio ne ha predestinati alcuni (il cui numero e la cui identità agli uomini sono sconosciute), per suo imperscrutabile volere, ad essere eletti e salvati malgrado le loro colpe, grazie alla fede nel sacrificio espiatorio di Cristo,  sostituito a loro nella meritata punizione. Questo è il nuovo "popolo eletto" (che sostituisce quello del vecchio testamento). Gli altri sono perciò destinati alla perdizione. Ma per Calvino le opere restano necessarie, utili per dimostrare la preferenza ed il favore divino, il successo sociale è infatti la dimostrazione della benevolenza di Dio. Da cui l'utilità politica ed il successo del calvinismo, fautore, secondo Max Weber del capitalismo economico.
Tuttavia, alcune confessioni americane  di provenienza calvinista inglese, diffusesi nel XIX secolo, quali i Quaccheri e i Mormoni, hanno particolari convinzioni contrastanti su tutta la questione.
Tutti i sacramenti sono solo simboli spirituali (salvo diverse opinioni su battesimo ed eucaristia). Il battesimo dovrebbe essere solo per adulti (per la fede), anche se mantenuto per gli infanti (eccetto anabattisti e battisti).

### Chiesa Ortodossa Orientale
La dottrina circa il peccato originale e la redenzione è sostanzialmente uguale sia per le Chiese ortodosse-orientali sia per la Chiesa cattolico-romana, dal momento che entrambe le denominazioni fondano la propria professione di fede sul Concilio ecumenico di Nicea (325) e sui tre successivi. L'ortodossia orientale, tuttavia, tradizionalmente si è dimostrata meno appassionata alle dispute sul peccato originale, anche perché (troppo occupata su quelle trinitarie) non ha conosciuto la controversia tra pelagianesimo e agostinismo, teorie tutte occidentali.
Anche a proposito degli effetti del battesimo, cattolico-romani e ortodossi orientali concordano, anche se si sono consolidate differenze a livello di prassi liturgica (gli ortodossi battezzano rigorosamente per immersione e conferiscono immediatamente dopo l'unzione della confermazione, sacramento che nella Chiesa latina viene normalmente amministrato in seguito, con l'età del consenso).
A differenza delle interpretazioni cattolica e protestante, il cristianesimo ortodosso, molto più legato alla patristica orientale, tende ad attenuare le conseguenze per l'umanità del peccato dei Progenitori: non si tratterebbe di conseguenze morali in grado di "macchiare" con la colpa l'anima di ogni uomo, piuttosto il peccato originale avrebbe introdotto la corruttibilità fisica dell'essere umano e la morte. In altre parole, l'Ortodossia cerca di evitare qualsiasi ombra di traducianismo (o traducianesimo); un'eresia occidentale, che afferma la trasmissione a tutta l'umanità, di generazione in generazione, della colpa di Adamo e della pena a lui comminata. Il traducianismo fu condannato anche da Roma nel 498.
Le uniche conseguenze della colpa di Adamo sono dunque quelle scritte nella Genesi, cioè fatica e dolore, corruzione e mortalità, intese da un punto di vista più fisico che morale. 
Tuttavia, la morte comporta un desiderio innato degli esseri umani di "ridurre" il dolore per la certezza della fine della vita terrena: da ciò scaturisce il peccato come palliativo di fronte alla mortalità.

## Islam
Secondo l'Islam il peccato originale sarebbe solo un errore commesso da Adamo ed Eva, ma essi si sarebbero pentiti e quindi sarebbero stati perdonati da Dio, senza che il loro sbaglio si ripercuotesse sul genere umano, come testimoniato dal passaggio coranico della Surat al-najm ("della stella"), versetti 38-40:
(Trad. di Alessandro Bausani)
Non esiste quindi il concetto di eredità della colpa, perché ognuno è responsabile del proprio peccato.
La Sura II del Corano (dal titolo al Baqara, che significa "La Giovenca"), interpreta e integra la narrazione della Genesi con alcune differenze sostanziali. Allah rivela che invierà al genere umano un khalif prima del riferimento ad Adamo, e, di nuovo, una guida che eliminerà le afflizioni dei suoi discendenti. 

Il pentimento di Adamo e il perdono di Allah non eliminano il castigo di Dio, la cacciata dal Paradiso del genere umano e dei demoni
31 Ed insegnò ad Adamo i nomi di tutte le cose, quindi le presentò agli Angeli e disse: <<Ditemi i loro nomi, se siete veritieri>>.

32 Essi dissero: <<Gloria a Te. non conosciamo se non quello che Tu ci hai insegnato:. in Verità, tu sei il Saggio, il Sapiente>>.

33 Disse: <<O Adamo, informali sui nomi di tutte le cose>>. Dopoché li ebbe informati sui nomi, Egli disse: <<non vi avevo forse detto che conosco il segreto dei cieli e della terra, e che conosco tutto ciò che manifestate e che nascondete?>>.

34 E quando dicemmo agli Angeli: <<Prosternatevi ad Adamo>>, tutti si prosternarono, eccetto Iblis, che rifiutò per orgoglio e fu tra i miscredenti.

35 E dicemmo: <<O Adamo, abita il Paradiso, tu e la tua sposa. Saziatevene ovunque, a vostro piacere, ma non avvicinatevi a quell'albero che in tal caso sareste tra gli empi>>.

36 Poi Iblis li fece inciampare e scacciare dal luogo in cui si trovavano E noi dicemmo: <<Andatevene via, nemici gli uni degli altri. Avrete una dimora sulla terra e ne godrete per un tempo stabilito>>.

37 Adamo ricevette parole dal suo Signore, e Allah accolse il suo [pentimento]. In verità, Egli è Colui che accetta il pentimento, il Misericordioso.

38 Dicemmo: << andatevene via tutti [quanti]! Se mai vi giungerà una guida da parte Mia, coloro che la seguiranno non avranno nulla da temere e non saranno afflitti>>.»
(Corano, II, 30-38)
Il verso 36 parla dell'inimicizia tra il genere umano e i demoni, talora invece erroneamente inteso come inimicizia tra l'uomo e la donna. Entrambi sono cacciati dal Paradiso. Secondo il racconto, Allah accetta il pentimento di Adamo, e promette una guida che risparmierà i suoi discendenti dalle afflizioni.

In altri passi, Iblīs è identificato con un jiin.

## Altre religioni
Secondo la religione Bahai, l'idea che le conseguenze del peccato di Adamo si siano trasmesse alla sua discendenza è contraria alla giustizia di Dio: nei confronti di Dio non si è colpevoli per i peccati d'altri, ma solo per i propri. Ogni essere umano che nasce non eredita il peccato di Adamo o di qualcun altro, ma soltanto una natura fisica che, se non viene controllata, può indurlo a peccare.
L'induismo è estraneo al concetto di peccato originale commesso inizialmente da un progenitore dell'umanità, tuttavia riconosce che ogni essere umano che viene al mondo, ad eccezione dei messaggeri spirituali, è imperfetto perché condizionato dal karma e dall'Avidyā, cioè dalle azioni negative compiute nelle vite precedenti e dall'ignoranza della propria natura spirituale. Per liberarsi dal Saṃsāra, cioè dal ciclo delle rinascite, bisogna sviluppare la saggezza e sperimentare gli aspetti buoni e virtuosi della vita.
Analogamente all'induismo, anche il buddismo non concepisce un peccato originale, ma crede che i bambini che nascono siano condizionati dal karma.
Anche il confucianesimo e il taoismo non hanno il concetto di peccato originale, ma a differenza di altre religioni ritengono anche che l'uomo sia fondamentalmente buono. Secondo Confucio, il male è causato dall'ignoranza e dalla mancanza di comprensione e l'ordine sociale è possibile attraverso l'educazione. Per i taoisti, bene e male sono componenti inseparabili dell'esistenza come yin e yang e la loro interazione è necessaria alla crescita. Il santo è colui che si astiene dagli eccessi ed evita la prevaricazione.

## Opere d'arte
- Peccato originale (Jacopo della Quercia)
- Peccato originale (Masolino)
- Peccato originale (Rubens)
- Peccato originale (Tintoretto)
- Cacciata dei progenitori dall'Eden di Masaccio
- Peccato originale e cacciata dal paradiso terrestre di Michelangelo Buonarroti sulla volta della Cappella Sistina
- Storie della Genesi (Wiligelmo) nel Duomo di Modena
- Cacciata di Adamo ed Eva sulla facciata del Duomo di Orvieto
- Cacciata di Adamo ed Eva sul portale principale della Basilica di San Zeno a Verona
- Tentazione di Adamo ed Eva nella Cupola della Genesi nel nartece della Basilica di San Marco a Venezia
- Tentazione di Adamo ed Eva nei mosaici della Cappella Palatina a Palermo
- Tentazione di Adamo ed Eva nei mosaici del duomo di Monreale

### Riferimenti
1. ↑   Gen 3,1-7, su La Parola - La Sacra Bibbia in italiano in Internet.
2. ↑   Gen 3,8-13, su La Parola - La Sacra Bibbia in italiano in Internet.
3. ↑   Gen 3,14-19, su La Parola - La Sacra Bibbia in italiano in Internet.
4. ↑   Gen 3,20-24, su La Parola - La Sacra Bibbia in italiano in Internet.
5. ↑   Rom 5, su La Parola - La Sacra Bibbia in italiano in Internet.
6. ↑  "SIN": voce della Jewish Encyclopedia.
7. ↑   Genesi 8,21, su La Parola - La Sacra Bibbia in italiano in Internet.
8. ↑   Genesi 6,5-8, su La Parola - La Sacra Bibbia in italiano in Internet.
9. 1 2  (EN) Shaul Magid, From Metaphysics to Midrash: Myth, History, and the Interpretation of Scripture in Lurianic Kabbala, Indiana University Press, 2008,  p. 238. URL consultato il 22 marzo 2016..

Alcune interpretazioni cabalistiche asseriscono che la Torah insegni che dopo il peccato di Adamo bene e male furono mischiati l'uno con l'altro e che solo nell'era messianica con il Messia il male non sarà più; come conseguenza immediata del primo peccato venne slegata la connessione tra l'Albero della Vita e quello del frutto della conoscenza del bene e del male il cui archetipo e la cui origine in principio sono il vero ed il falso.
10. ↑  "Judaism's Rejection Of Original Sin", di Alfred J. Kolatch, The Jewish Book of Why/The Second Jewish Book of Why, Jonathan David Publishers, 1989.
11. ↑   Gv 3,16, su La Parola - La Sacra Bibbia in italiano in Internet.
12. ↑   Rm 2,6-11, su La Parola - La Sacra Bibbia in italiano in Internet.
13. ↑   Rm 3, su La Parola - La Sacra Bibbia in italiano in Internet.
14. ↑   Rm 3,19-26, su La Parola - La Sacra Bibbia in italiano in Internet.
15. ↑   Rm 5,19, su La Parola - La Sacra Bibbia in italiano in Internet.
16. 1 2   Catechismo della Chiesa Cattolica - La caduta, su vatican.va. URL consultato il 15 dicembre 2021.
17. ↑   Catechesi di Benedetto XVI, su chiesa.espresso.repubblica.it.
18. ↑  Catechismo della Chiesa Cattolica
19. ↑  "7. Quali sono le prime tappe della Rivelazione di Dio? Dio, fin dal principio, si manifesta ai progenitori, Adamo ed Eva, e li invita ad un'intima comunione con lui. Dopo la loro caduta, non interrompe la sua rivelazione e promette la salvezza per tutta la loro discendenza. Dopo il diluvio, stipula con Noè un'alleanza tra lui e tutti gli esseri viventi."
20. ↑  "75. In che cosa consiste il primo peccato dell'uomo? L'uomo, tentato dal diavolo, ha lasciato spegnere nel suo cuore la fiducia nei confronti del suo Creatore e, disobbedendo Gli, ha voluto diventare «come Dio» senza Dio, e non secondo Dio (Gn 3,5). Così Adamo ed Eva hanno perduto immediatamente, per sé e per tutti i loro discendenti, la grazia originale della santità e della giustizia."
21. ↑  "76. Che cos'è il peccato originale? Il peccato originale nel quale tutti gli uomini nascono è lo stato di privazione della santità e della giustizia originali. È un peccato da noi «contratto», non «commesso»; è una condizione di nascita, e non un atto personale. A motivo dell'unità di origine di tutti gli uomini, esso si trasmette ai discendenti di Adamo con la natura umana, «non per imitazione, ma per propagazione». Questa trasmissione rimane un mistero che non possiamo comprendere."
22. ↑  Sant'Adamo Primo uomo; Archivio: Sant'Adamo
23. ↑  Sant'Eva Prima donna ; Archivio: Sant'Eva
24. ↑  Da Armando Girotti, Il “fico proibito” dell’Eden, Diogene Multimedia, Bologna 2018, pp. 12-13.
25. ↑  Ugo Amaldi, Dal Big Bang all'uomo: teologi, uscite dall'impasse, Vita e pensiero, n. 6, 2010, p. 87
26. ↑  Herbert Haag, Is original sin in the Scripture?, Sheed and Ward, New York, 1969
27. ↑  Piet Schoonenberg, Man and the sin, Sheed and Ward, 1965
28. ↑  P. Maurizio Flick, Il dogma del peccato originale nell'attuale riflessione teologica
29. ↑  AA.VV., Nuovo dizionario di teologia biblica, Edizioni Paoline, 1989, p. 568
30. ↑  Herbert Vorgrimler, Nuovo Dizionario Teologico, EDB, Bologna 2004.
31. ↑  Il Corano, Firenze, Sansoni, 1955 e succ. ristampe
32. 1 2   Hamza R. Piccardo, Il Corano (edizione integrale), Newton Biblios (n. 4), Newtomn & Compton, 21 marzo 2001,  p. 31 (nota 36), ISBN 88-8289-223-9., "revisione controllo dottrinale [a cura dell'] Unione delle Comunità ed Organizzazioni Islamiche in Italia"(p. II, intr. di Pino Blasone)
33. ↑  cfr. Corano, Sura VII, 11; XV, 31; XVII, 61; XVIII, 50; XX, 116; XXVIII, 74.
34. ↑  La Fede Baha'i
35. ↑  Kipoy Pombo, Chi è l'uomo?, Armando, 2009, p. 95-96
36. ↑  Chan Master Sheng Yen, Orthodox Chinese Buddhism, Dharma Drum Publication and North Atlantic Books, 2007
37. ↑  Alexander Demandt, Piccola storia del mondo, Donzelli editore, 2004, p. 143
38. ↑   Taoismo e anarchia, su enricosanna.wordpress.com. URL consultato il 17 febbraio 2020 (archiviato dall'url originale il 17 febbraio 2020).
39. ↑  Ma... I cinesi sono religiosi?